# Ophiopholis mirabilis
Ophiopholis mirabilis är en ormstjärneart som först beskrevs av Duncan 1879.  Ophiopholis mirabilis ingår i släktet Ophiopholis och familjen bandormstjärnor. Inga underarter finns listade i Catalogue of Life.